# Aéroport régional Geraldton-Greenstone
L'aéroport régional Geraldton-Greenstone est un aéroport situé en Ontario, au Canada.